# Día morado

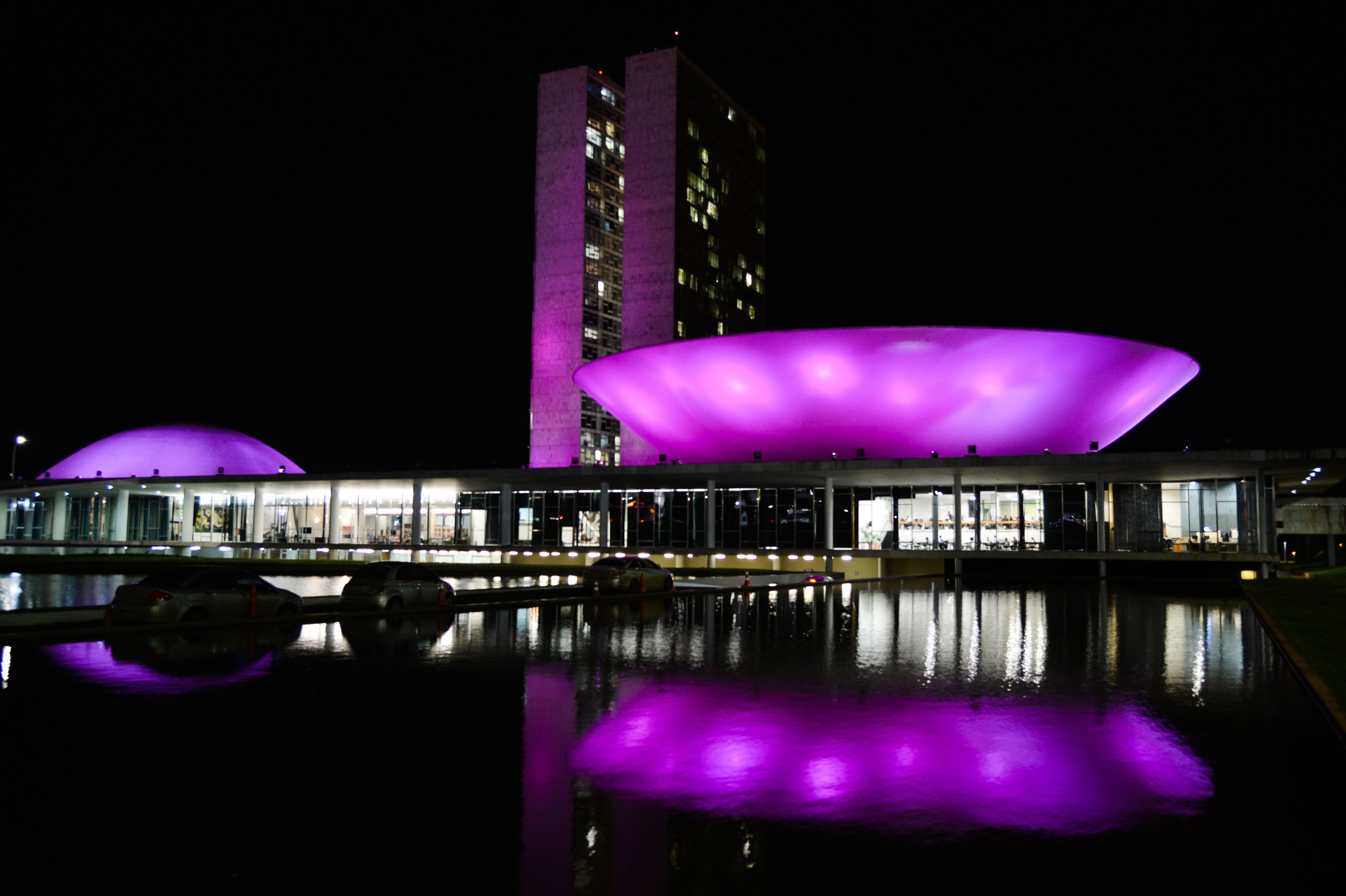
El Congreso Nacional de Brasil se iluminó de morado por dicho evento.

El Día morado o púrpura es un evento de base global que se formó con la intención de aumentar la conciencia mundial sobre la epilepsia y disipar los mitos y temores comunes de este trastorno neurológico. Otras intenciones de este movimiento son reducir los estigmas sociales que comúnmente soportan muchas personas que padecen la afección, brindar seguridad y defensa a las personas que viven con epilepsia y alentar a las personas que viven con la afección a tomar medidas en sus comunidades para lograr estos objetivos. El día se produce cada 26 de marzo.

## Formación e historia
El concepto del Día morado fue iniciado por una canadiense de nueve años llamada Cassidy Megan y fue motivado por su propia lucha contra la epilepsia. El primer evento del Día morado se llevó a cabo el 26 de marzo de 2008 y ahora se conoce como la campaña del Día morado para la Epilepsia. La Asociación de Epilepsia de Nueva Escocia (en inglés: Epilepsy Association of Nova Scotia) se unió a Cassidy y ayudó a difundir su iniciativa.
En 2009, la Fundación Anita Kaufmann y la Asociación de Epilepsia de Nueva Escocia, con sede en Nueva York, se unieron para lanzar el Día morado a nivel internacional y aumentar la participación de organizaciones, escuelas, empresas, políticos y celebridades. El 26 de marzo de 2009, más de 100.000 estudiantes, 95 espacios de trabajo y 116 políticos participaron en el Día morado. En marzo de 2009, la Fundación Anita Kaufmann organizó el lanzamiento oficial de la Fiesta del Día morado en EE. UU. El canadiense Paul Shaffer de Late Show with David Letterman asistió al lanzamiento oficial en el Dylan's Candy Bar en la ciudad de Nueva York.[cita requerida]
En marzo de 2012, el Día morado recibió el Consentimiento Real y se convirtió en un día legal para la concientización sobre la epilepsia en Canadá.
En diciembre de 2015, el minorista de productos electrónicos Dick Smith había organizado una importante asociación corporativa con Epilepsy Action Australia para apoyar el Día morado en Australia con un patrocinio de $50,000 en efectivo, premios y distribución exclusiva de productos relacionados. Una semana antes de las celebraciones del Día morado en 2016, Dick Smith fue puesto en suspensión de pagos. Más tarde, Retail Food Group proporcionó una donación de $50,000 para igualar el patrocinio prometido previamente por Dick Smith.
La Fundación Anita Kaufmann es propietaria de la marca estadounidense "Purple Day", Reg No. 4,055,0330, con fecha 15 de noviembre de 2011. La Asociación de Epilepsia de las Marítimas (en inglés: Epilepsy Association of the Maritimes) es propietaria de la marca comercial canadiense "Purple Day". Cassidy Megan, fundadora de Purple Day, es la única propietaria de la redacción.[cita requerida]

## Descripción
El Día morado se celebra anualmente el 26 de marzo. Se alienta a los seguidores a usar una prenda de vestir de color morado. Lavanda es el color internacional para la epilepsia y también es un color que simboliza la soledad.[cita requerida]
El objetivo del Día morado es aumentar la conciencia pública en general, reducir el estigma social que sufren muchas personas con la afección y empoderar a las personas que viven con epilepsia para que tomen medidas en sus comunidades.
El Día morado se celebra en Australia para financiar varias organizaciones de apoyo a la epilepsia, incluidas Epilepsy Australia, Epilepsy Queensland y Epilepsy Foundation.[cita requerida]
Durante la edición de 2018 del Día morado, Epilepsy Care Alliance hizo un llamado al sector tecnológico para impulsar más innovaciones para el tratamiento de la epilepsia.
El Día morado se celebró en el Walt Disney World Resort en Orlando, Florida, por tercer año consecutivo el 1 de marzo de 2020. Asistieron unas 1.000 personas. Incluyó una mañana con Minnie y Mickey y tuvo sesiones de exposición e información por la tarde. Algunos temas fueron: libertad de convulsiones y la familia, seguir teniendo convulsiones a pesar de la medicación, productos de CBD: aprobados por la FDA frente a no aprobados por la FDA, grupos de convulsiones, medicamentos de rescate y opciones de terapia, los primeros años, navegar por el cambio y convertirse en adultos. El día terminó con una visita a Epcot, donde el Spaceship Earth se volvió morado en apoyo de la concientización sobre la epilepsia. También hubo un premio de $250.[cita requerida]

### Récord mundial Guinness
En 2017, la Fundación Anita Kaufmann alcanzó un récord Guinness durante el Día morado por el logro de la sesión de capacitación sobre epilepsia más grande de la historia.